# Altas Culturas
El periodo de Altas Culturas (o Altas Civilizaciones) de los Andes y América central es la segunda y última división de la Época de la Autonomía, se inicia con la elaboración de la primera cerámica ocurrida aproximadamente alrededor del año 2000 a. C. y se prolonga hasta la invasión española producida en el año 1532 con la captura del Sapa Inca Atahualpa.[cita requerida] Durante esta etapa se desarrollan importantes civilizaciones pan-andinas como Chavín y Tiahuanaco; importantes culturas y estados regionales como Mochica, Nasca, Chimú , Chachapoyas y Yaros e Imperios como Huari e Inca.

## Etapas
Se divide en:
| Períodos y subperíodos | Períodos y subperíodos | Períodos y subperíodos | Cronología              |
| ---------------------- | ---------------------- | ---------------------- | ----------------------- |
| Horizonte Tardío       | Horizonte Tardío       | Horizonte Tardío       | 1438-1532               |
| Intermedio Tardío      | Intermedio Tardío      | Intermedio Tardío      | 1200-1438               |
| Horizonte Medio        | Horizonte Medio        | Horizonte Medio        | 700-1200                |
| Intermedio Temprano    | Intermedio Temprano    | Intermedio Temprano    | 200 a. C. - 700         |
| Formativo              | Horizonte Temprano     | Formativo Superior     | 700 a. C. - 200 a. C.   |
| Formativo              | Horizonte Temprano     | Formativo Medio        | 1500 a. C. - 700 a. C.  |
| Formativo              | Formativo Inferior     | Formativo Inferior     | 2000 a. C. - 1500 a. C. |

### Formativo Andino
Se inicia con la aparición de la cerámica ocurrida en la cuenca de Ucayali con la cultura Tutishcainyo y con la fase Wairajirca de la cultura kotosh en la sierra y en la costa en el gran yacimiento arqueológico de las Haldas cerca de Casma, aproximadamente en 1800 a. C. y en la Comarca Limeña en Ancón, en 1600 a. C. y finaliza con la desintegración del Centro Ceremonial de Chavín de Huantar. Entre los logros más importantes destacan la orfebrería, la hidráulica, perfeccionamiento de las técnicas agrícolas, expansión religiosa y encumbramiento del arte textil.
A la vez este periodo se dividen en los siguientes subperiodos:

### Horizonte Temprano o Primer Horizonte
Etapa del periodo de las Altas Culturas está comprendido desde el nacimiento de la Cultura Chavín hasta la decadencia de la misma, es decir coincide con el desarrollo histórico de aquella cultura. La primera parte de esta etapa corresponde al periodo Formativo Medio o Síntesis con pleno dominio chavín y la segunda parte corresponde al listado Formativo Superior o de Transición donde es evidente al surgimiento de las nuevas modalidades artísticas y políticas de las culturas locales como Paracas y Vicús a la vez la descomposición del Formativo identificado con la Cultura Chavín para dar paso al siguiente periodo denominado Intermedio Temprano.
| Inicio | Final | Culturas peruanas  |
| ------ | ----- | ------------------ |
| -1000  | -200  | Cultura Chavín     |
| -700   | -200  | Cultura Paracas    |
| -700   | -500  | Paracas Cavernas   |
| -500   | -200  | Paracas Necrópolis |
|        |       | Cultura Cupisnique |
|        |       | Cultura Pucará     |

Este subperiodo comprende:

##### Formativo Medio
Conocido también con el nombre de Formativo Síntesis, en este periodo se desarrolla plenamente la Cultura Chavín con su centro principal Chavín de Huantar, foco de irradiación cultural y religiosa, en esta etapa se desarrollan notablemente la cerámica monócroma y la escultura lítica.

##### Formativo Superior
Otros nombres que recibe este periodo son Formativo Final, Formativo de Transición. La celebridad alcanzada por Chavín de Huantar, centro principal de la Cultura Chavín, gracias a su poder religioso hará que comarcas que antes dependían de aquel centro ceremonial surjan como nuevos centros ceremoniales con estilos propios independizándose completamente después de unos cientos de años de la influencia Chavín, marcando de esta manera la decadencia completa del periodo Formativo identificado con la Cultura Chavín, dando paso de esta manera al Intermedio Temprano.
Tomando como referencia solo a la Cultura Chavín, el surgimiento y la decadencia de esta, los dos últimos periodos también es conocido como Horizonte Chavín u Horizonte Temprano.

### Intermedio Temprano
Etapa del periodo de las Altas Culturas está comprendido desde la descomposición del Formativo (decadencia de la Cultura Chavín) hasta el surgimiento de la cultura huari.
| Inicio | Final | Culturas peruanas |
| ------ | ----- | ----------------- |
| 100    | 700   | Cultura Moche     |
| 100    | 700   | Cultura Nazca     |
| 100    | 700   | Líneas de Nazca   |
|        |       | Cultura Recuay    |
|        |       | Cultura Cajamarca |
| 100    | 800   | Cultura Lima      |
|        |       | Cultura Vicus     |
|        |       | Cultura Huarpa    |

### Horizonte Medio o Segundo Horizonte
Periodo del desarrollo de las civilizaciones andinas determinada por el predominio de la Cultura Huari en gran parte de los Andes centrales y de Tiahuanaco en la Meseta del Collao y su periferia.
| Inicio | Final | Culturas peruanas            |
| ------ | ----- | ---------------------------- |
| 200    | 1000  | Cultura Tiahuanaco           |
| 600    | 1200  | Cultura Wari o Cultura Huari |
|        |       | Pachacamac                   |
| 750    | 1350  | Cultura Sicán o Lambayeque   |

### Intermedio Tardío
Penúltimo período de las Altas Culturas. Está comprendido desde la decadencia del imperio huari hasta la victoria de los incas, dirigidos por el auqui (príncipe incaico) Cusi Yupanqui, sobre los chancas ocurrida en la batalla de Yahuarpampa.
| Inicio | Final | Culturas peruanas   |
| ------ | ----- | ------------------- |
| 1200   | 1470  | Cultura Chimú       |
| 1200   | 1460  | Cultura Chincha     |
|        |       | Cultura Chachapoyas |
|        |       | Cultura Colla       |
|        |       | Cultura Lupaca      |
|        |       | Chiribaya           |
|        |       | Maranga             |
|        |       | Huamachuco          |
| 1000   | 1460  | Cultura Huanca      |
| 1200   | 1400  | Cultura Chanca      |

### Horizonte Tardío o Tercer Horizonte:Imperio Incaico
Último periodo de las Altas Culturas está comprendido desde la victoria de los incas, dirigido por el auqui (príncipe incaico) Cusi Yupanqui, sobre los chancas ocurrida en la Batalla de Yahuarpampa hasta la conquista española del Imperio incaico con la captura del inca Atahualpa ocurrida en Cajamarca. Coincide con la expansión y el desarrollo del Tahuantinsuyo.
| Inicio | Final | Gobernantes incas          |
| ------ | ----- | -------------------------- |
| 1150   | 1533  | Los Incas                  |
| 1150   | 1533  | 14 Incas del Tahuantinsuyo |
| 1150   | 1178  | Inca Manco Cápac           |
| 1178   | 1190  | Inca Sinchi Roca           |
| 1197   | 1246  | Inca Lloque Yupanqui       |
| 1246   | 1276  | Inca Mayta Cápac           |
| 1276   | 1321  | Inca Cápac Yupanqui        |
| 1321   | 1348  | Inca Roca                  |
| 1348   | 1370  | Inca Yahuar Huácac         |
| 1370   | 1430  | Inca Huiracocha            |
| 1430   | 1478  | Inca Pachacútec            |
| 1478   | 1478  | Inca Amaru Inca Yupanqui   |
| 1478   | 1488  | Inca Túpac Inca Yupanqui   |
| 1488   | 1525  | Inca Huayna Cápac          |
| 1525   | 1532  | Inca Huáscar               |
| 1532   | 1533  | Inca Atahualpa             |

## Cronología
La siguiente tabla muestra la cronología del periodo de Altas Culturas del área cultural de Andinoamérica central.
| Cronología        | Fecha de inicio          | Fecha de Término                                                          |
| ----------------- | ------------------------ | ------------------------------------------------------------------------- |
| 2000 a. C. - 1532 | Aparición de la cerámica | Caída del Imperio inca debido a la invasión española ocurrida el año 1532 |